# وادي الحمام (قرية)
وادي الحمام قرية فلسطينية تقع في منطقة الجليل وتطل على بحيرة طبريا. سمي الوادي بهذا الاسم لاشتهاره بكثرة الحمام واليمام.

## القرية قبل عام 1948
كانت القرية تقع على الضفة الشمالية لواد يسمى بالاسم نفسه، وادي الحمام وتبعد ثلاثة كيلومترات إلى الغرب من شاطئ بحيرة طبرية وكانت طرق ترابية تربطها بطريق عام يؤدي إلى قرية المجدل على شاطئ البحيرة وكان في جوار القرية حصن صغير يعرف بقلعة الحمام أو قلعة بني معني. في سنة 1737 زار الرحالة الإنكليزي رنتشارد بوكوك الوادي كما زار بوركهارت بعد نحو قرن من الزمان وقال الاثنان أنهما شاهدا القلعة لكن من دون أن يأتيا إلى ذكر القرية. غير أن مصادر أتت لاحقا أفادت أن بدو المنطقة استقروا بالقرب من الوادي.

## القرية اليوم
لم يبق من القرية إلا حطام المنازل وبقايا الحيطان المنهارة ويغلب على الموقع الحشائش البرية والأشواك وشجرات متفرقة. وقد أنشا الإسرائيليون في جوار الموقع قرية جديدة سميت باسم القرية الأصلية وأسكنوا فيها (اللاجئين الفلسطينيين الداخلين) من قرى منطقة الحولة ولا يملكون شيئا من الأراضي التي تحيط بالقرية والتي تزرع بعضها ويستخدم بعضها الأخر مرعى للمواشي.

## تحوي أحد مقابر الأرقام
مقبرة «شحيطة» وتقع في قرية وادي الحمام وهي أحد مقابر الأرقام التي تحوي جثامين الشهداء العرب وتحتجزها إسرائيل.